# 毛科区
毛科区（匈牙利語：Makói járás），是匈牙利琼格拉德州的一个区，总面积688.85平方公里，总人口45,138人（2011年），人口密度66人/平方公里。中心城市为毛科。

## 市镇
毛科区包含两个城镇、一个大村和12个村庄。